# نشأة مابعدية
النشأة المابعدية  أو النشأة اللاحقة  في علم طبيعة الأرض وفي علم البحار هي عملية تغير الصخور الرسوبية من نوع إلى نوع آخر تحت تأثير ضغط بسيط وفعل الحرارة إلى أن تتآكل بفعل التعرية .
وباستمرار عملية ترسيب الرواسب يتزايد الضغط الواقع على الرواسب باستمرار. فتنكبس الرواسب وتتخلص من المياه التي تحويها . كما ترتفع درجة الحرارة قليلا . ولأن الرواسب قد تحتوي على محاليل للمعادن ، ومن ضمنها على الأخص الكربونات و الجير ، تبدأ المواد عملية نفاذ و تبلور (تكوين بلورات) وتصبح المادة الهشة مادة صلبة ، ومن الرمل يتكوّن الحجر الرملي .
ومن الممكن أن تتصلد حبيبات رواسب وحبيبات صخرية و أحفوريات وتستبدل موادها بمعادن أخرى . وتنخفض درجة مساميتها خلال التصلد إلا في حالة تحلل المعادن .
وتستخدم دراسة تصلد الأحجار لفهم تاريخ الصفائح التكتونية وكيفية تكونها ، كما يمكن معرفة نوع وطبيعة السوائل التي مرت خلال الطبقات المتصلدة . كما تساعد تلك الدراسة على التنبؤ باحتمال وجود الخامات الطبيعية التي تهمنا من الوجهة الاقتصادية مثل العثور على مخزونات الهيدروكربون مثل النفط و الغاز الطبيعي .

## اقرأ أيضا
- دراسة الطبقات الصخرية
- أحفورة
- تفجر أرضي
- بركان
- نشأة تقهقرية